# Bedwas RFC
Der Bedwas Rugby Football Club ist ein Rugby-Union-Verein, der in der Welsh Premier Division spielt. Die Heimspiele werden im Bridge Field ausgetragen.

## Geschichte
Der Verein wurde im Jahr 1889 gegründet und ist seit 1910 Mitglied der Welsh Rugby Union, dem nationalen Verband. Mit Ausbruch des Ersten Weltkriegs endete die Rugbyaktivität in der Stadt für einige Jahre. Erst 1920 konnte wieder gespielt werden. Ähnliches geschah auch während des Zweiten Weltkriegs. Seit 1947 ist der Verein im Bridge Field beheimatet. In den 1990er Jahren gelang es, von der fünften bis in die zweite Division der walisischen Liga aufzusteigen.
Seit 2003 spielen regionale Auswahlmannschaften aus Wales in der Pro14, deren Kader sich aus den bestehenden Vereinen speisen. Der Bedwas RFC ist den Newport Gwent Dragons zugeordnet.

## Bekannte ehemalige Spieler
- Terry Cook
- Elliot Dee
- Roy Duggan
- Ben Evans
- Leighton Jenkins
- Eddie Watkins
- Jeff Whitefoot